# Ocelové jeskyně
Ocelové jeskyně (v anglickém originále The Caves of Steel) je první díl ze sci-fi série o robotech z pera amerického spisovatele Isaaca Asimova, který vyšel v roce 1954.
Tématem detektivního sci-fi románu je vražda obyvatele Vesmírného města, k jejímuž vyšetřování je povolán detektiv ze Země Elijáš Baley. Tento krok vyvolává jistou kontroverzi, neboť Intermitentní planety (k nimž Vesmírné město patří) se svou kulturou a sociální strukturou značně vzdálily přelidněné Zemi. Zástupci Vesmírného města přidělí pozemskému detektivovi pomocníka – robota R. Daneela Olivawa. V díle jsou uvedeny tři zákony robotiky.

## Historie románu
19. dubna 1952 diskutoval Isaac Asimov s Horace Goldem, redaktorem sci-fi časopisu Galaxy Science Fiction o novém románu, který by měl v časopise vycházet. Gold navrhl román o robotech, což se Asimovovi nezamlouvalo, toto téma zpracoval dle jeho názoru dostatečně v povídkách a nebyl si jist, zdali by zvládl napsat celý román o robotech. Gold nesouhlasil a nadhodil námět knihy: přelidněný svět, v němž roboti převzali lidskou práci, zasazení vraždy do takového světa a vyšetřovatele – robota. Asimov nakonec použil dvojici vyšetřovatelů – lidského detektiva a jeho pomocníka robota.
Isaac Asimov se námětu chytl, redaktor Astounding Science Fiction John W. Campbell (u něhož také Asimov publikoval) totiž tvrdil, že nelze spojit science fiction a detektivku. Asimov sedl ke stroji a román napsal. Příběh vyšel nejprve ve třech částech (v říjnu, listopadu a prosinci 1953) jako seriál v americkém sci-fi časopisu Galaxy Science Fiction, knižní vydání (vydané nakladatelstvím Doubleday) následovalo v roce 1954. Čtenářské publikum sice fandilo lidské postavě Elijáše Baleyho, ale ta byla zastíněna mnohem větší popularitou robota R. Daneela Olivawa.

## Kapitoly
1. Rozhovor s komisařem
2. Jízda expresní dráhou
3. Příhoda v obchodě s obuví
4. Vstup do rodiny
5. Rozbor vraždy
6. Šeptání v ložnici
7. Návštěva vesmírného města
8. Rozhovor o robotovi
9. Vesmířanovo vysvětlení
10. Detektivovo odpoledne
11. Útěk na pásech
12. Slovo odborníka
13. Slovo má stroj
14. Síla jména
15. Zatčení jednoho spiklence
16. Otázka motivu
17. Výsledek plánu
18. Konec pátrání

## Děj
Detektiva Eliáše Baleyho si k sobě povolá jeho nadřízený komisař Julius Enderby. Objasní mu, že má vyšetřit vraždu robotika z Vesmírného města dr. Sartona. Vesmířané (reprezentovaní dr. Hanem Fastolfem) mají eminentní zájem na tom, aby Baley vedl vyšetřování společně s jejich humanoidním robotem R. Daneelem Olivawem. Tohoto robota sestrojil ve Vesmírném městě dr. Sarton ve spolupráci s dr. Fastolfem a jde o natolik věrnou kopii člověka (konkrétně samotného dr. Sartona), že běžný pozemšťan nedokáže odhalit, že se jedná o stroj. Motivem Fastolfa je mimo vyšetřování i sledování vhodných lidí pro ambiciózní plán, který má Vesmírné město. Tento plán je dokonce nadřazen vyšetřování.
Detektiv Baley je typický Pozemštan, robotům nedůvěřuje a ze spolupráce s R. Daneelem není vůbec nadšen. Dokonce jej obviní z vraždy dr. Sartona. Vesmířané totiž prosazují robotizaci a to není lidem ze Země příliš po chuti, navíc to zvyšuje sociální napětí, roboti připravují lidi o pracovní místa. Dokonce i na policejním komisařství již pracuje robot R. Sammy.
Během cesty do bytu Eliáše Baleyho zabrání R. Daneel v obuvnickém obchodě snaze vyvolat občanské nepokoje. Baleyho manželka Jessie zjistí, že Daneel je robot. Elijáš Baley se pustí do řešení případu a ten se jeví jako neřešitelný. Nakonec ho vyšetřování dovede k zaměstnanci kvasinkových polí Francisi Clousarrovi a k tajné středověkářské organizaci, jejímž členem je i jeho vlastní manželka. Situaci zhorší nález nefunkčního R. Sammyho, účelem je znesnadnit Baleymu pátrání. Ten si je toho zřetelně vědom.
Při výslechu se Eliáš Baley dozví, že organizace ví o celém jménu jeho manželky. To však ona již dlouhou dobu nepoužívá, přestala ho používat před více než dvaceti lety. Tím si Baley uvědomí, že vrahem musí být jeho nadřízený, komisař Julius Enderby. Enderby se nakonec přizná, že chtěl zničit R. Daneela, (Enderby) je totiž také členem středověkářského hnutí. Pro svou krátkozrakost ale zastřelil blasterem ve Vesmírném městě jeho stvořitele dr. Sartona.
| „                                | Jsme tady proto, a tím myslím naše lidi ve Vesmírném městě, abychom prolomili ulitu, která obepíná Zemi, a abychom přinutili její lid k nové rozpínavosti a kolonizaci. | “ |
| — Isaac Asimov – Ocelové jeskyně | |   |

## Prostředí

### Postavy
- Bentley Baley – syn Eliáše Baleyho a Jessie Navodny.
- Elijáš Baley – detektiv ze Země, který je povolán k vyšetřování smrti Vesmířana.
- Vincent Barrett – mladý zaměstnanec na policejním komisařství, jehož nahradí robot R. Sammy.
- Boris – Elijášův strýc.
- Francis Clousarr – zaměstnanec kvasinkové farmy v New Yorku, člen středověkářské organizace. Je obviněn z iniciování občanských nepokojů, byl jedním z přítomných lidí v obchodě s obuví.
- Julius Enderby – policejní komisař z New Yorku, nadřízený a přítel Elijáše Baleyho.
- Han Fastolfe – robotik z Aurory, nesdílí nacionalistické tendence, naopak věří, že pozemšťané a obyvatelé Intermitentních planet (Vnějších světů) musí spolupracovat.
- Anthony Gerrigel – pozemský robotik z Washingtonu, jehož asistenci si Elijáš Baley vyžádá.
- Jessie „Jezebel“ Navodny – Baleyho žena.
- Filip Norris – detektiv v civilu, má stejnou hodnost C-5 jako Baley.
- R. Daneel Olivaw – humanoidní robot, asistent Elijáše Baleyho. Vzhledem je podobný svému tvůrci dr. Sartonovi.
- R. Sammy – robot přidělený na newyorské policejní komisařství, nahradil Vincenta Barretta.
- Dr. Roj Nemennuh Sarton – blasterem zavražděný robotik z Vesmírného města, jehož smrt má Elijáš Baley vyšetřit.

### Země
Země je silně přelidněná a její obyvatelé žijí v obrovských městech - megapolích. Její přelidněnost má souvislost mj. i se zákazem přistěhovalectví, který Intermitentní planety důsledně uplatňují vůči Zemi poté, co se během Velkého povstání osamostatní a zpřetrhají dosavadní vazby k mateřské planetě.
Městské komplexy – megapole („ocelové jeskyně“) vznikly spojením aglomerací, menší města vymizela z mapy. Za éry Elijáše Baleyho existovalo na Zemi přibližně 800 velkých měst s průměrným počtem 10 000 000 obyvatel  (samotný příběh se odehrává v New Yorku, jenž má tou dobou téměř 20 000 000 obyvatel). Každé z těchto měst je sice hospodářsky relativně nezávislou jednotkou, ale velikost měst zvyšuje pravděpodobnost katastrofy. Většina z nich byla stavěna účelově, centrum zabíraly správní celky obklopené jednotlivými obytnými bloky, na předměstích se nacházely továrny, plantáže s řasami, pole s kvasinkami (produkce potravin) a energetické zdroje. Spojení zajišťují místní dopravní linky a expresní dráhy. Nechybí ani důležité služby, obchody, školy, energovody.
Obytné sekce pro obyvatele mají společné koupelny i jídelny, pouze lidé s vyšším postavením mají nárok na luxus, který spočívá v samostatné koupelně či právu stravovat se doma. Na Zemi existuje společenská hierarchie – lidé jsou roztříděni do jednotlivých kategorií. Eliáš Baley je na počátku vyšetřování v kategorii C-5, která mu zaručuje jistá privilegia, v případě úspěšného vyřešení případu má slíben komisařem Enderbym postup do kategorie C-7, která zajišťuje další bonusy.
Mimo města – v otevřené krajině – se stále nacházejí těžební doly či zemědělské plochy, veškerou tuto práci obstarávají roboti.
Pozemšťané cítí vůči obyvatelům Vnějších světů averzi, mají pocit, že dávají nepokrytě najevo svou nadřazenost. Ještě více se staví proti tendencím nahradit lidskou práci (na planetě Zemi) robotickou složkou (i protože roboti jsou ve velkém množství nedílnou součástí vesmířanské společnosti). Stejné pocity sdílí zpočátku také detektiv Elijáš Baley, když je nucen spolupracovat s robotem Daneelem Olivawem. Svůj postoj posléze změní a s robotem vytvoří úspěšnou dvojici. Vzhledem k tomu, že lidé žijí ve svých „ocelových jeskyních“, vyvinula se u nich agorafobie. Pokud musejí opustit svá rozlehlá města, cítí se nejistí.
Na Zemi existují tajná hnutí tzv. „středověkářů“, kteří usilují o odpoutání se z měst a návrat do volného prostoru, k půdě. Jejich postoje a tendence odmítání robotů (prosazování robotů na Zemi považují za diktát Vesmířanů) později vykrystalizují do druhé vlny kolonizace vesmíru, tentokrát bez robotů (jedním z prvních kolonizátorů je i Baleyho syn Bentley).

### Vesmírné město
Vesmírné město je enklávou obyvatel Vnějších světů (neboli Intermitentních planet) na planetě Zemi, byla založena cca 25 let před vraždou dr. Sartona. Vzhledem k přístupu Vesmířanů k Pozemšťanům (a jejich velkým obavám před nákazou) není vstup dovnitř povolen všem. Existence Vesmírného města vyvolávala řadu demonstrací obyčejných Pozemšťanů, kteří tak dávali najevo nespokojenost s politikou Intermitentních planet. Bariéry Vesmírného města a další restriktivní opatření byly později zmírněny a úkol střežit jeho bezpečnost převzala městská policie.
Ve Vesmírném městě pracují pokrokoví lidé, kteří mají (zdánlivě) zájem pomoci Zemi s jejími problémy, neboť by to bylo ve prospěch celé Galaxie. Ale na samotných Vnějších světech existují silné opoziční nálady proti těmto tendencím, zejména na starších planetách, které jsou Zemi blíže. Jejich obyvatelé se obávají, že by se moderní Země stala nebezpečím a získala by imperialistické choutky. Hlavním smyslem existence Vesmírného města je však snaha iniciovat druhou vlnu kolonizace vesmíru, která může vzejít pouze ze Země – Intermitentní planety již dlouhou dobu díky zajištěnému komfortu stagnují, nic je nenutí podstupovat náročnou terraformaci nových planet.
Vesmířané vedli v minulosti s lidmi ze Země války, v nichž měli převahu díky svému technologickému náskoku.

## Česká vydání
- Ocelové jeskyně, 1.vydání, Mladá fronta, 1970, překlad Zdeněk Lorenc, 258 stran, brožovaná.
- Ocelové jeskyně, 2.vydání, Ivo Železný, 1994, ISBN 80-7116-815-7, překlad Zdeněk Lorenc, vázaná
- Ocelové jeskyně, 3.vydání, TRITON (edice Trifid č. 8), 2003, ISBN 80-7254-243-5, překlad Zdeněk Lorenc, 336 stran, brožovaná.[9]